# Кокопа
Кокопа, також Кукапа (у Кокопа: Kwapa або Kwii Capáy — «Хмарні люди», що стосується туману вздовж річки Колорадо), є корінними американцями, які проживають у Баха-Каліфорнії та Сонорі, Мексика, та в Арізоні у США.
Мова кокопа належить до дельта-каліфорнійської гілки родини юманів. Іспанським терміном Cocopah є Cucapá. Їхнє самоозначення — Xawiƚƚ kwñchawaay, що перекладається як «Ті, хто живе на хмарній річці» (від Xawíƚƚy — «річка», kwii — «хмара», (ny) спосіб — «жити», llyay/nyaam — «багато»). За даними перепису населення США, у 2010 році було 1009 кокопа.

## Історія

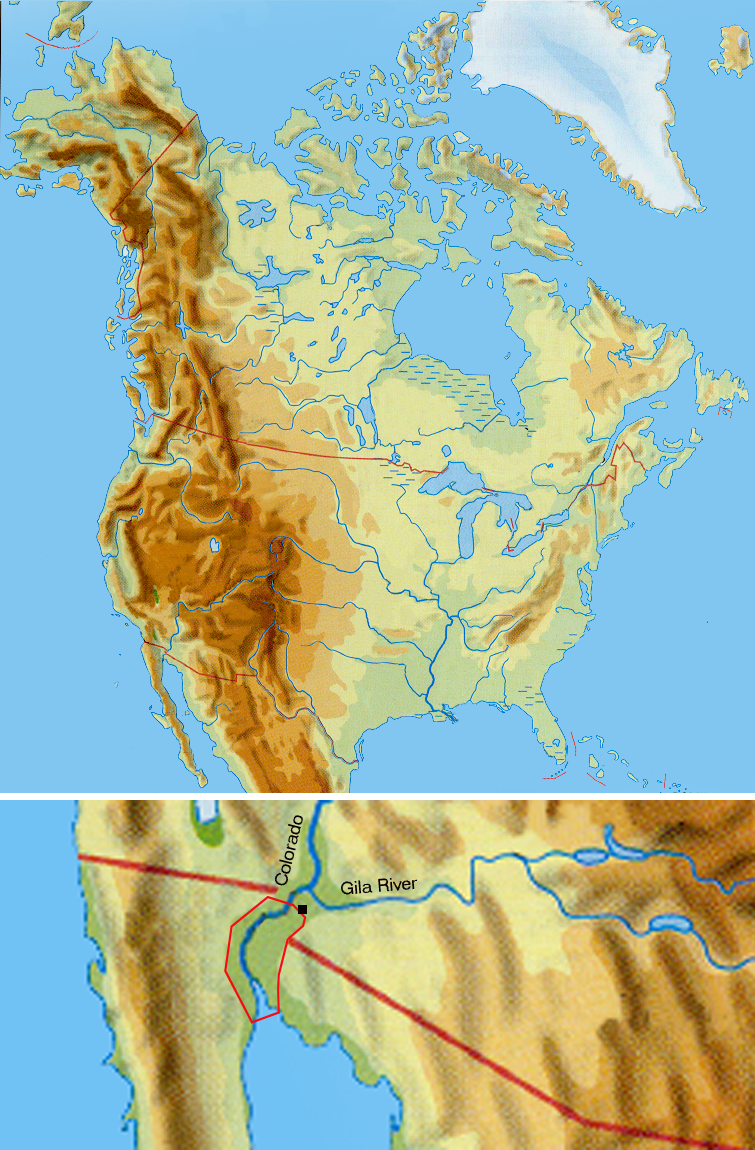
Традиційна територія кокопи на річці Колорадо та Каліфорнійській затоці

### Попередній контакт
Предки Кокопи населяли частини сучасної Арізони, Каліфорнії та Нижньої Каліфорнії і відомі західним науковцям як такі, що належать до патаянської культури. Патайян — це термін, що використовується археологами для опису доісторичних індіанських культур, які населяли частини сучасної Арізони, на захід від озера Кауїла в Каліфорнії та в Нижній Каліфорнії, між 700—1550 рр. н. е. Вони включали райони вздовж річки Гіла, річки Колорадо та в нижній долині річки Колорадо, сусідніх нагір'ях і на північ від околиць Великого каньйону. Вони, в основному, є предками кокопів та інших юманомовних племен у регіоні. Патаянські народи практикували заплавне землеробство там, де це було можливо, і значною мірою покладались на полювання та збиральництво.

### Після контакту
Перший значний контакт кокопи з європейцями та африканцями відбувся, ймовірно, у 1540 році, коли іспанський дослідник Ернандо де Аларкон заплив у дельту річки Колорадо. Кокопи були спеціально згадані по імені експедицією Хуана де Оньяте в 1605 році.

#### Постмексиканська цесія
Після мексикансько-американської війни землі кокопи були розділені між США та Мексикою через мексиканську цесію, що виникла внаслідок Договору Гваделупе-Ідальго.
Розширення на захід у 1840-х роках та відкриття золота в Каліфорнії в 1849 році привело багато мігрантів через район біля гирла річки Колорадо та району Гранд-Каньйон. Стратегічне значення переправи через річку було визнано урядом США, а армія Сполучених Штатів заснувала Незалежність табору в 1850 році для захисту шляху входу через території племені. Багато племен вздовж річки Колорадо увійшли в паромний бізнес, враховуючи його прибутковість, створюючи багато робочих місць для кокопа.
Кокопа погодився приєднатися до Податкового бунту Гарра 1851 році, на чолі з купеньо, щоб боротися проти уряду США поряд із квечанами і довколишніми племенами кумеяай. Разом кокопа обложила табір Незалежності, але облога розпалася після суперечок із квечанами щодо розподілу овець, конфіскованих раніше у білих пастухів.
Кокопа також вступив у війну Юма після податкового повстання, спочатку на боці квечан проти США. Після укладення миру зі США кокопа об'єдналися з пайпай та галіквамай і, накопичивши напругу між двома племенами, виступив проти квечан. Війна вибухнула у травні 1853 року, коли кокопа взяла в облогу три села квечан, тримаючи їх у заручниках. На помсту союзні з квечанами могаве підтримали квечан і здійснили набіг на кокопу. Війна в Юмі закінчилася, коли США погрожували могаве, що вони втрутяться на боці кокопи.

#### Кокопа в Мексиканській революції
Під час Мексиканської революції Магоністи здобули підтримку кокопи під впливом Каміло Хіменеса, який був лідером племен кокопа в долині Мехікалі. Кокопа прихильно ставився до боротьби магоністів проти імперіалізму з боку Мексики та США, а також приватизованої власності на свою землю. До кокопи приєдналися пайпай, кіліва та кумеяай, і вони підготувались до бою поряд із магоністами, оскільки Хіменес проводив контрабанду американської зброї до Мексики за підтримки Індустріальних робітників світу (ІРС).
29 січня Магоністас і кокопа захопили Мехікалі та надали подальшу матеріально-технічну підтримку по всій своїй землі. Хіменес провели кампанію з арміями кокопо, пайпай та кіліва з Ель-Росаріо до Енсенади, грабуючи маленькі міста та нападаючи на китайсько-мексиканський бізнес.
Зрештою кокопи були розгромлені мексиканськими силами в наступні місяці, і їх витіснили із земель Компанії Колорадо-Рівер Ленд.

#### Сучасна епоха
У 1964 р. індіанське плем'я кокопа, розташоване на американському боці кордону, заснувало свою першу Конституцію та створило Племінну раду з п'яти осіб в індіанській резервації Кокопа. Наприкінці 1970-х та 1980-х років плем'я почало здобувати додаткову землю, будувати будинки, влаштовувати комунальні послуги, розвивати систему інфраструктури та ініціювати економічний розвиток.

## Плем'я кокопа з Арізони
Люди кокопа в США зараховані до племені кокопа з Арізони. За даними перепису населення США 2000 року, плем'я кокопа в Арізоні нараховувало 891 особу. На території резервації є казино, спідвей, курорт, центр сімейних розваг та зал бінго, а також музей і культурний центр. Інша група юмів, квечани, живе в сусідній індіанській резервації Форт Юма. У важливих випадках люди кокопи носять свої звичні сорочки на стрічках та сукні на стрічках.

## Подальше читання
- Gifford, E.W. (1933). The Cocopa. University of California Publications in American Archaeology and Ethnology, Vol 35:5, Pg 257—334.
- Kelly, William H. (1977). Cocopa Ethnography. Anthropological papers of the University of Arizona (No. 29). Tucson: University of Arizona Press. ISBN 0-8165-0496-2.